# Backagården
Backagården är en bebyggelse i Finja socken i Hässleholms kommun i Skåne län. SCB klassade bebyggelsen 2010 som en egen småort för att därefter räkna den som en del av tätorten Finja.